# 景教三威蒙度讚
《景教三威蒙度讚》（也称《大秦景教三威蒙度讚》）是1908年法国汉学家伯希和在敦煌鸣沙山石室发现，以低價購入並帶到巴黎的景教写本。《大秦景教三威蒙度讚》是景教徒敬拜时颂念的《经》、《赞美经》；此写本是唐代僧人景净在760年翻译635年阿罗本传入中国的景教经文。“三威”指圣父阿罗诃、圣子弥施诃和圣灵淨風王三位一体。
《大秦景教三威蒙度讚》原本现藏法国国家图书馆，伯希和目录3847。此写卷有英译本。
该词亦被中国基督教协会收入《赞美诗（新编）》，为第385首。

## 歌词
旡上諸天深敬歎，大地重念普安和，人元真性蒙依止，三才慈父阿羅訶。

一切善眾至誠禮；一切慧性稱讚歌；一切含真盡歸仰；蒙聖慈光救離魔。

難尋無及正真常，慈父明子淨風王，於諸帝中為帝師，於諸世尊為法皇。

常居妙明無畔界，光威盡察有界疆，自始無人嘗得見，復以色見不可相。

惟獨絕凝清淨德，惟獨神威無等力，惟獨不轉儼然存，眾善根本復無極。

我今一切念慈恩，歎彼妙樂照此國；彌施訶普尊大聖子，廣度苦界救無億。

常活命王慈喜羔，大普耽苦不辭勞，願捨群生積重罪，善護真性得無繇。

聖子端在父右座，其座復超無量高，大師願彼乞眾請，降栰使免火江漂。

大師是我等慈父，大師是我等聖主，大師是我等法王，大師能為普救度。

大師慧力助諸羸，諸目瞻仰不蹔移；復與枯燋降甘露，所有蒙潤善根滋。

大聖普尊彌施訶，我歎慈父海藏慈，大聖謙及淨風性，清凝法耳不思議。